# Olga Merediz

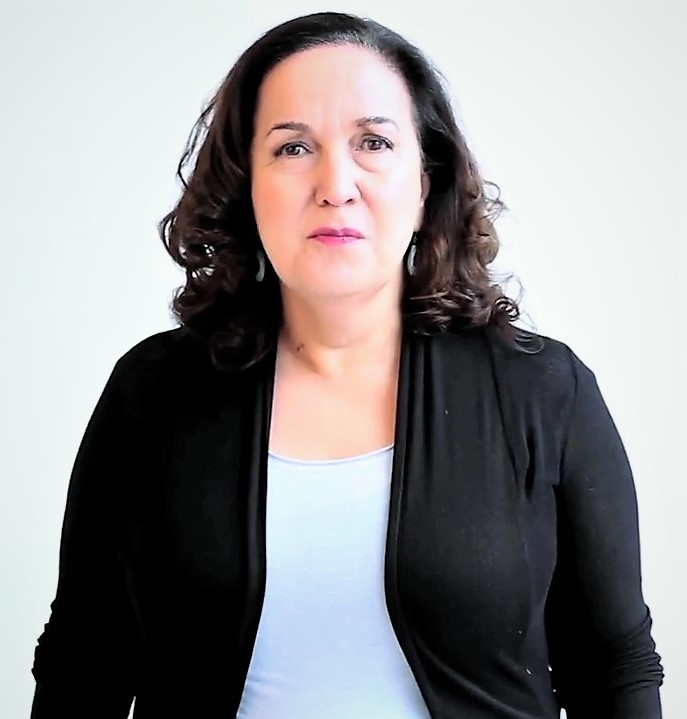
Olga Merediz, 2015

Olga Merediz (* 15. Februar 1956 in Guantánamo, Kuba) ist eine US-amerikanische Musicaldarstellerin und Schauspielerin.

## Leben
Olga Merediz kam als Fünfjährige in die Vereinigten Staaten. Anfang der 1980er Jahre wurde sie als Musicaldarstellerin tätig, zunächst am Off-Broadway, ab 1984 auch am Broadway, zusätzlich fingen Film- und Fernsehrollen an. 1996 spielte sie Blanca in der Musical-Verfilmung Evita.
Für ihre Nebenrolle im Musical In the Heights wurde sie 2008 für einen Tony Award nominiert.
Im Jahr 2022 wurde sie in die Academy of Motion Picture Arts and Sciences (AMPAS) berufen, die alljährlich die Oscars vergibt.
Der Soundtrack-Beitrag All Of You für den Film Encantowurde im April 2023 mit einer Silbernen Schallplatte in Großbritannien ausgezeichnet.

## Filmografie (Auswahl)
- 1996: Evita
- 2000: Die Sopranos (The Sopranos, Fernsehserie, Folge 2x10)
- 2011: Mr. Poppers Pinguine (Mr. Popper’s Penguins)
- 2012: The Place Beyond the Pines
- 2014: The Angriest Man in Brooklyn
- 2014: Saint George (Fernsehserie, 10 Folgen)
- 2014–2019: Orange Is the New Black (Fernsehserie, 6 Folgen)
- 2017: Bounty Hunters (Fernsehserie, 5 Folgen)
- 2018–2019: New Amsterdam (Fernsehserie, 2 Folgen)
- 2021: In the Heights
- 2022: Blockbuster (Fernsehserie)
- 2023: Jemand, den ich mal kannte (Somebody I Used to Know)

## Musicals (Auswahl)
- 1984: The Human Comedy
- 1987–2003: Les Misérables
- 2004: Reckless
- 2005–2015: Mamma Mia!
- 2008–2011: In the Heights